# Nymphaea borealis
Nymphaea borealis är en näckrosväxtart som beskrevs av E. Camus. Nymphaea borealis ingår i släktet vita näckrosor, och familjen näckrosväxter. Inga underarter finns listade i Catalogue of Life.